# Dilema/Televisión
«Dilema/Televisión» es un sencillo de la banda Lori Meyers, lanzado en 2006 en España para promocionar la reedición de Hostal Pimodan. 

## Lista de canciones
1. «Dilema» - 3:22
2. «Televisión» - 3:23